# Lycoris sprengeri
Lycoris sprengeri är en amaryllisväxtart som beskrevs av Comes och John Gilbert Baker. Lycoris sprengeri ingår i släktet Lycoris och familjen amaryllisväxter. Inga underarter finns listade i Catalogue of Life.